# Mary Mallon
Mary Mallon, nota anche come "Mary la tifoide" o Typhoid Mary (Cookstown, 23 settembre 1869 – New York, 11 novembre 1938), è stata una cuoca irlandese naturalizzata statunitense.
Mary Mallon è stata la prima persona negli Stati Uniti identificata come portatrice sana della Salmonella typhi, agente patogeno associato alla febbre tifoide. Attraverso il suo lavoro di cuoca arrivò a contagiare più di 50 persone: per questo motivo fu soprannominata Typhoid Mary ("Mary la tifoide" in italiano).
Una volta sospettata di essere una portatrice asintomatica della malattia, vennero inviati vari medici per chiederle campioni di urine e feci, ma lei li respinse, convinta di essere vessata dalla legge. In seguito venne arrestata e messa in quarantena forzata per tre anni, dal 1907 al 1910.
Il 19 febbraio 1910 venne liberata sotto la promessa di cambiare lavoro, cosa che fece inizialmente, poi però cambiò nome in Mary Brown e riprese il lavoro di cuoca infettando altre persone. Il 27 marzo 1915 venne di nuovo messa in quarantena forzata, fino alla sua morte nel 1938.

## Biografia
Mary Mallon nacque nel 1869 a Cookstown, nella Contea di Tyrone, uno dei villaggi più poveri dell'odierna Irlanda del Nord. Adolescente, emigrò nel 1884 negli Stati Uniti, dove visse ospite degli zii. Tra il 1900 e il 1906 Mallon ebbe impiego quasi continuato presso numerose famiglie benestanti di New York (si stima fossero sette), anche durante i mesi estivi.
Nel 1906 si trasferì a Manhattan, dove i membri delle famiglie per cui lavorava contrassero febbri e diarrea, e la lavandaia morì. Mallon andò poi a lavorare presso un avvocato, andandosene dopo che sette delle otto persone nella famiglia si ammalarono.

### Primi sospetti
Il 4 agosto 1906 Mallon prese servizio come cuoca nella casa di villeggiatura presa in affitto a Oyster Bay (situata sull'isola di Long Island) da un agiato banchiere, Charles Henry Warren, e dalla sua famiglia. Il 27 dello stesso mese la giovane figlia dei Warren si ammalò di tifo. George Thompson, il proprietario della casa, dopo aver consultato dottori esperti che analizzarono l'acqua potabile, i rifiuti e il sistema fognario alla ricerca della causa del contagio, convocò un ingegnere sanitario, George Soper, il quale cominciò ad indagare. Egli iniziò interrogando la famiglia e la servitù, si informò sugli ospiti, e alla fine ottenne un elenco completo dei frequentatori della casa, risalendo fino a dieci anni indietro nel tempo.
Dopo aver scartato tutti questi individui come possibili cause del contagio, fu intrigato dalla notizia che i Warren avevano deciso di prendere una nuova cuoca il giorno 4 del mese, ma, cosa più significativa, la donna assunta, Mary Mallon, mancava in quel momento all'appello. Mary Mallon infatti era andata via dalla casa senza preavviso quando la figlia dei Warren cominciò ad ammalarsi.
Soper, grazie alle informazioni ottenute dall'agenzia di collocamento, scoprì che in tutte le famiglie in cui Mallon aveva prestato servizio come cuoca negli ultimi dieci anni si erano verificati casi di tifo.

### La caccia a Mary Mallon

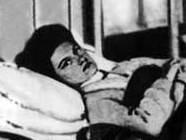
Mary Mallon in isolamento nel 1909 al Riverside Hospital nella North Brother Island nell'East River.

George Soper prese interesse nelle epidemie associate a Mary Mallon in quanto parevano insolitamente colpire le case pulite e ben tenute dei benestanti.
Sebbene la teoria secondo la quale era di per sé la sporcizia a causare la malattia fosse stata soppiantata in quegli anni dalla precisa identificazione dei microbi responsabili del morbo (all'epoca l'informazione scientifica era molto poco efficiente), era ancora diffusa l'idea per cui le epidemie fossero strettamente collegate a condizioni di vita non igieniche e alle persone povere. Analizzati i dati che aveva a disposizione, Soper capì che Mary Mallon era a tutti gli effetti una portatrice sana.
Per l'ingegnere Soper non fu facile rintracciare Mary a causa dei suoi continui cambi di identità.
(George Soper)

### Gli incontri tra Soper e Mary
Nel marzo del 1907 avvenne il primo incontro faccia a faccia con Mary Mallon, in seguito a dei rapporti su una famiglia di Park Avenue, a New York, colpita da tifo. Il primo approccio di Soper fu fin troppo diretto:
(George Soper)
Non si può sicuramente dire che Mary Mallon reagì bene all'accusa dell'ingegnere; si rifiutò in modo plateale quando Soper le chiese di consegnargli i fluidi corporei.
(George Soper)
Mary continuò a lavorare nella casa di Park Avenue e quando Soper tornò qualche giorno dopo per ricominciare da dove aveva interrotto, Mary non volle saperne di lui.
Mary Mallon in quegli anni condivideva un alloggio nella pensione tra la Trentatreesima Strada e la Terza Avenue con un uomo di nome Breihof. Breihof fu l'unico amore di Mary, si prese cura di lui quasi per tutta la vita. Soper riuscì ad entrare nell'alloggio di Mary grazie a Breihof, probabilmente in cambio di denaro o di alcool o di entrambi. Da questo secondo incontro Mary uscì furiosa, continuava a negare di avere qualcosa a che fare con il tifo.
Soper decise allora di recarsi dal commissario del Dipartimento di Sanità della città di New York, e consigliò che Mallon venisse subito presa in custodia.
Il Dipartimento mandò una dottoressa, Sara Josephine Baker (il cui padre era morto di tifo), per visitare Mary sul posto di lavoro. Ciò fu inutile poiché Mary Mallon si rifiutò di aprire la porta.
Il giorno seguente vennero inviati tre poliziotti, la dottoressa Baker e un quarto agente. La loro visita si concluse con un vero e proprio inseguimento. Mallon balzò fuori da una finestra e dopo aver scavalcato un recinto si nascose in un bagno esterno, dove fu trovata tre ore dopo. Nelle parole della dottoressa Baker:
(Sara Josephine Baker)
Mary Mallon venne portata al Willard Parker Hospital, considerata da Soper e da altri una persona pericolosa e inaffidabile.

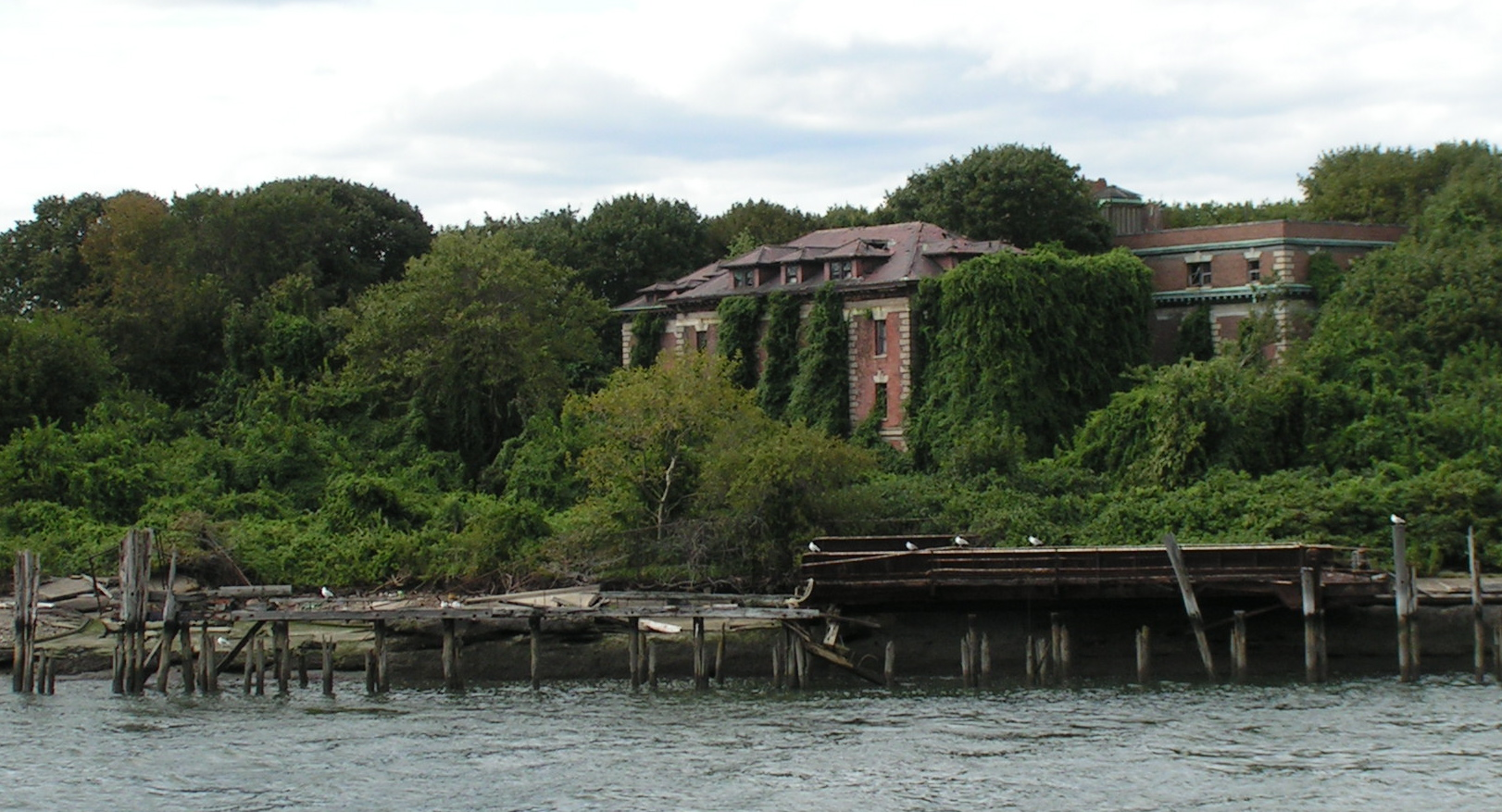
Resti del Riverside Hospital sulla North Brother Island dove venne messa in isolamento Mary Mallon.

### Quarantena fino al 1910
Nel 1907 Mary venne rinchiusa nell'ospedale Riverside, su North Brother Island, costretta ad un isolamento a tempo indeterminato. Alloggiava in una piccola villetta a un piano che in passato era stata la dimora del capo del dipartimento infermieri dell'ospedale. Non l'avevano mai accusata, incriminata, processata o condannata per alcun crimine. La sua faccia però era comparsa sui giornali: un disegnatore era andato al Willard Parker e aveva catturato la sua immagine. La stampa aveva cominciato a chiamarla "Mary la tifoide".
Il dottor William H.Park della Commissione Sanitaria dunque affermava:
(William H.Park)
Le dichiarazioni del dottore però non erano esatte; a quel tempo infatti Mary era l'unica malata di tifo su tutta l'isola.

### Il processo e l'improvviso rilascio
Mary Mallon si trovò un avvocato: George Francis O'Neill, due volte candidato repubblicano per il Senato, figura di spicco per le questioni irlandesi, che prima di sostenere l'esame di Stato aveva lavorato come ispettore doganale e impegnato nei problemi di salute pubblica.
Nel corso degli anni successivi, sebbene non vincesse mai una mozione o un appello, riuscì chiaramente a logorare l'accusa o quantomeno a spaventarla. Dopo due anni su North Brother Island, Mary Mallon, con George O'Neill al suo fianco, si presentò al cospetto del giudice Erlanger, dichiarando che non esisteva legge in grado di giustificare la sua protratta detenzione. A quel punto ormai, il 29 giugno 1909, vi erano già stati diversi sviluppi a suo favore; erano stati identificati altri cinquanta portatori di tifo nel solo stato di New York e nessuna di queste persone era stata confinata sull'isola o in prigione. La “minaccia sanitaria” che lei rappresentava due anni prima era per certi versi sbiadita nella memoria collettiva. La corte però scelse la via della cautela e del rispetto delle leggi stabilite. Il giudice Erlanger, il 16 luglio 1909, decretò che:
(Erlanger)
Per quanto la copertura mediatica del processo Mallon fosse schierata dalla parte della vittima e sollevasse questioni problematiche per il giudice, non andò a influire sull'esito.
Secondo quanto accadde qualche mese dopo però, qualcuno fu convinto da quegli articoli: nel 1910, il nuovo commissario sanitario Lederle, sotto pressione e chiaramente esasperato dalla storia di Mary Mallon nel suo complesso, riferendosi a lei come a “quella donna sfortunata” ne ordinò l'improvviso rilascio.
Le fu proibito di prendere impiego come cuoca e le fu imposto di fare rapporto a cadenza regolare presso il commissario sanitario per gli esami medici. Nel dicembre del 1911, annunciò tramite il suo avvocato che avrebbe fatto causa alla città e ai dottori Park, Westmoreland, Darlington, Soper e Lederle chiedendo 50.000 dollari di risarcimento, sostenendo che per colpa delle loro azioni le era impossibile praticare il suo mestiere di cuoca e che le sue probabilità di guadagnarsi da vivere erano molto ridotte. La causa non arrivò mai al processo probabilmente grazie al suo avvocato, O'Neill, che la convinse a lasciarla cadere.
Dopo il rilascio, qualcuno, probabilmente del dipartimento di sanità, le trovò un impiego come lavandaia. Questa rappresentò per Mallon l'ennesima umiliazione.
Qualche mese dopo, a peggiorare le cose, il suo amante Breihof si ammalò gravemente, ma nessun medico riuscì ad aiutarlo. Morì poco dopo in ospedale.
Mary Mallon si ritrovò nuovamente sola ed esausta e cominciò a smettere di presentarsi agli appuntamenti con il dipartimento di Sanità e riprese a lavorare come cuoca con identità fittizie. Per cinque anni infatti lavorò sotto nomi falsi come Mary Brown, Mary Breihof e altri.

### Seconda quarantena fino alla morte
Nel 1915 scoppiò un'improvvisa epidemia di tifo allo Sloane Hospital di New York: circa venticinque persone erano state colpite. La descrizione della cuoca dell'ospedale corrispondeva a quella di Mary Mallon che, scoppiata l'epidemia, era scappata rifugiandosi nella casa dell'amica Corona.
Il sergente Bevins del dipartimento di polizia di New York scoprì il nascondiglio di Mary e insieme al tenente Belton e a un altro sergente di polizia, Coneally, circondarono la casa di Corona. Questa volta però Mary Mallon non si ribellò e si arrese alle autorità.
Nel marzo 1915 Mary Mallon fu ricondotta su North Brother Island, dove rimase fino al giorno della sua morte: nel dicembre del 1932 venne colpita da un ictus che la costrinse a letto fino al giorno della sua morte, avvenuta sei anni più tardi, l'11 novembre 1938.

Mary Mallon fu seppellita nel cimitero di St. Raymond, nel Bronx. L'incisione sulla lapide recita:
Il numero delle vittime nell'intera vita  di Mary arriva a trentatré persone contagiate, con tre morti accertate. Con ogni probabilità ci furono altri casi associati a Mary non documentati e rimasti ignoti.

## Nella cultura di massa
- Typhoid Mary è un personaggio dei fumetti Marvel Comics, antagonista ed ex amante di Devil.
- Il gruppo musicale hip hop Hail Mary Mallon, costituito dai rapper Aesop Rock e Rob Sonic e dal DJ Big Wiz, deve il suo nome alla donna. La copertina del loro primo album ritrae Mary mentre dà ad un uomo una scodella di zuppa da mangiare.[27]
- L'ottavo episodio della serie televisiva statunitense The Knick riporta il caso della reclusione di Mary Mallon in ospedale e della sua denuncia, tramite avvocato, per ingiusta detenzione.
- Viene rappresentata nella storia Typhoid Mary - Una scelta estrema nella raccolta di storie a fumetti Vite bizzarre di gente eccentrica di Hirohiko Araki.[28]
- Uno dei casi della trasmissione 1000 modi per morire racconta l'esperienza di Mary Mallon con una coppia benestante, i Longfellow. L'episodio si conclude con una Mary sbigottita che scappa vedendo i Longfellow stesi a terra privi di vita.
- Viene citata nell'episodio 3x21 La stimolazione Plimpton della sitcom The Big Bang Theory
- Viene citata nella serie Star Trek: Voyager dal Dottore e in Star Trek da Leonard McCoy come paragone per due casi di portatori asintomatici di differenti patogeni
- Nel 2023 appare come personaggio nel 7º episodio della serie televisiva La pazza storia del mondo, Parte II.